# A Devil with Women
Pour plus de détails, voir Fiche technique et Distribution.
A Devil with Women est un film américain réalisé par Irving Cummings, sorti en 1930.

## Fiche technique
- Titre : A Devil with Women
- Réalisation : Irving Cummings
- Scénario : Henry Johnson et Dudley Nichols
- Direction artistique : William S. Darling
- Photographie : Al Brick et Arthur L. Todd
- Montage : Jack Murray
- Pays de production : États-Unis
- Format : Noir et blanc
- Genre : aventure
- Durée : 64 minutes
- Date de sortie : 1930

## Distribution
- Victor McLaglen : Jerry Maxton
- Mona Maris : Rosita Fernandez
- Humphrey Bogart : Tom Standish
- Luana Alcañiz : Dolores
- Michael Vavitch (en) : Morloff
- Soledad Jiménez : Jiminez
- Mona Rico : Alicia
- John St. Polis : Don Diego
- Robert Edeson : Général Garcia
- Joe De La Cruz (en) : Juan